# Кінтана-і-Конгосто
Кінтана-і-Конгосто (ісп. Quintana y Congosto) — муніципалітет в Іспанії, у складі автономної спільноти Кастилія-і-Леон, у провінції Леон. Населення — 540 осіб (2010).
Муніципалітет розташований на відстані близько 280 км на північний захід від Мадрида, 55 км на південний захід від Леона.
На території муніципалітету розташовані такі населені пункти: (дані про населення за 2010 рік)
- Еррерос-де-Хамус: 66 осіб
- Паласіос-де-Хамус: 84 особи
- Кінтана-і-Конгосто: 194 особи
- Кінтанілья-де-Флорес: 50 осіб
- Табуюело-де-Хамус: 55 осіб
- Торнерос-де-Хамус: 91 особа

## Демографія
Динаміка населення (INE ):